# Amblyaspis norvegica
Amblyaspis norvegica is een vliesvleugelig insect uit de familie van de Platygastridae. De wetenschappelijke naam van de soort is voor het eerst geldig gepubliceerd in 1912 door Kieffer.